# Nacho Zabal
Ignacio Zabal Almazán (Alfaro, La Rioja, España 14 de febrero de 1987), más conocido como Nacho Zabal, es un futbolista español. Juega de guardameta en el C. D. Tudelano de la Primera División RFEF.

## Trayectoria
Nacho se formó en la cantera del C.At. Osasuna, posee una amplia experiencia en 2ªB tras su paso por el filial rojillo, la S. D. Huesca, el C.D. Alcoyano, C.D. Toledo, Arandina C.F. y la S.D. Amorebieta, además de dos temporadas en 2ª División en las filas del C.D. Numancia de Soria y S. D. Huesca. 
En febrero de 2019, el cancerbero firma por el C. D. Calahorra procedente de la S.D. Amorebieta, siendo titular en 20 de los 23 partidos de liga disputados desde su llegada.
Durante la temporada 2019-20, el guardameta alfareño jugaría en las filas del C. D. Calahorra, con el que disputa 14 partidos antes de sufrir una lesión en el ligamento posterior de la rodilla derecha.
En abril de 2020, se hace oficial su llegada al Atlético Ottawa de la Canadian Premier League, siendo el primer jugador español en la historia del club.
En julio de 2021, firma por el UE Sant Julia de la Primera División de Andorra, pero un mes después, se compromete por el C. D. Tudelano de la Primera División RFEF para disputar la temporada 2021-22.
El 19 de junio de 2022, firma por el CD Alfaro, recién ascendido a Segunda RFEF y club de su ciudad de origen.

## Clubes
| Club                    | País    | Año             |
| ----------------------- | ------- | --------------- |
| C. A. Osasuna "B"       | España  | 2006-2011       |
| C. A. Osasuna           | España  | 2010-2011       |
| C. D. Numancia de Soria | España  | 2011-2012       |
| S. D. Huesca            | España  | 2012-2014       |
| C. D. Alcoyano          | España  | 2014-2015       |
| C. D. Toledo            | España  | 2015-2016       |
| Arandina C. F.          | España  | 2016-2017       |
| S. D. Amorebieta        | España  | 2017-2018       |
| C. D. Calahorra         | España  | 2018-2020       |
| Atlético Ottawa         | Canadá  | 2020-2021       |
| UE Sant Julia           | Andorra | 2021            |
| CD Tudelano             | España  | 2021-2022       |
| CD Alfaro               | España  | 2022-Actualidad |